# 國際證券識別碼
國際證券識別碼（英語：International Securities Identification Number，縮寫：ISIN），辨別各種證券，是獨一無二的編碼。具有此識別碼的證券，包括債券、商業票據、股票、固定收益證券、交易所買賣基金（ETF）和共同基金。國際證券識別碼共有十二個字符組成，含字母及數字，能統一識別證券，並無金融工具的特徵資訊。國際證券識別碼，依據國際標準化組織ISO 6166訂明之結構組成。
該識別碼也用以識別權證、衍生工具和期貨。該識別碼不會指明交易所，也並非交易所用以識別證券的編號。例如，中國工商銀行股份有限公司，證券在中國和香港之交易所皆上市買賣，中國上海證券交易所給予A股股票代碼601398，而香港交易所給予H股股票代號1398，然而其國際證券識別碼则是CNE1000003G1。 此時，若要指明交易地點，可以同時運用股票代碼或者運用股票代號。

## 描述
國際證券識別碼一般包括兩個英文字母、九個數字和一個核對數字。此兩個英文字母表示發出該碼的地區，依據國際標準化組織ISO 3166-1 alpha-2的規定使用，不必顯示公司主要業務地區。國際證券識別碼中間的九個數字，也可用字母，根據	國家證券識別碼（National Securities Identification Number）訂明。至於最後一個核對數字，則按照公式運算得出來，公式類似統一證券識別程序委員會（Committee on Uniform Security Identification Procedures，縮寫CUSIP）之“系數十雙倍加雙倍”（Modulus 10 Double Add Double）。

## 外部連結
- 國際證券識別碼（英文） （页面存档备份，存于）